# Jesper Worre
Jesper Worre (ur. 5 czerwca 1959 we Frederiksbergu) – duński kolarz torowy i szosowy, trzykrotny medalista torowych mistrzostw świata.

## Kariera
Pierwszy sukces w karierze Jesper Worre osiągnął w 1976 roku, kiedy zdobył srebrny medal w drużynowej jeździe na czas podczas mistrzostw Danii juniorów. W tej samej konkurencji zajął dziesiąte miejsce na rozgrywanych w 1980 roku igrzyskach olimpijskich w Moskwie. Na mistrzostwach świata w Colorado Springs w 1986 roku zdobył brązowy medal w indywidualnym wyścigu na dochodzenie, ulegając jedynie Brytyjczykowi Anthony'emu Doyle'owi i swemu rodakowi Hansowi-Henrikowi Ørstedowi. Indywidualnie zdobył ponadto srebrny medal na mistrzostwach świata w Wiedniu w 1987 roku (wygrał Ørsted) oraz kolejny brązowy podczas mistrzostw w Gandawie rok później, gdzie wyprzedzili go tylko Polak Lech Piasecki i Anthony Doyle. W wyścigach szosowych jego największe osiągnięcia to zwycięstwa w Giro del Veneto w 1983 roku, Post Danmark Rundt w 1986 roku i Dookoła Szwecji w 1988 roku.